# 买买提明·吾守尔
买买提明·吾守尔（維吾爾語：مەمتىمىن ھوشۇر‎，拉丁维文：Memtimin Hoshur，1944年—），男，维吾尔族，新疆伊宁市人，中华人民共和国小说家。

## 生平
1944年出生。在家乡念完小学及中学。1967年自新疆大学中文系毕业。文化大革命时期，曾任农村基层干部、养路工、教师。1980年代，成为中国作家协会会员，伊犁哈萨克自治州文联专业作家。后来成为伊犁哈萨克自治州作家协会副主席。1979年至1995年，在伊犁哈萨克自治州文联的《伊犁河》杂志（维吾尔文版）工作，历任编辑、副主编、主编。1995年至2006年，曾任新疆维吾尔自治区文联副主席、新疆维吾尔自治区作家协会主席、中国作家协会委员、主席团成员。此后担任新疆维吾尔自治区作家协会名誉主席，中国作家协会名誉委员，一级作家。
1965年，他在《新疆日报》（维吾尔文）发表处女作《苹果》。到1980年代末，已经发表20多篇短篇小说，2部中篇小说。其中，短篇小说《我的师傅》获得1980年新疆维吾尔自治区少数民族30年优秀作品二等奖。1976—1982年《中国新文艺大系·少数民族文学集》收入了他描写儿童心理的短篇小说《脖套》。1982年，新疆人民出版社出版其小说集《笛声》。到2011年前后，他已发表小说100多篇，并且发表了其他各类文艺作品，作品被翻译为汉文、哈萨克文、柯尔克孜文、蒙古文、乌孜别克文、土耳其文。他多次组织文学活动，多次负责全国少数民族骏马奖的评选活动。

## 作品

### 小说集
- 买买提明·吾守尔，笛声，新疆人民出版社，1982年
- 买买提明·吾守尔，新事往事，民族出版社，1987年
- 买买提明·吾守尔，给死者的信，喀什维吾尔文出版社，1993年
- 买买提明·吾守尔，带棱的茶杯，新疆青少年出版社，2001年（汉文版）
- 买买提明·吾守尔，燃烧的河流，新疆人民出版社，2002年
- 买买提明·吾守尔，燃烧的河流，民族出版社，2006年（汉文版）
- 买买提明·吾守尔，有棱的玻璃杯，新疆青少年出版社，2010年（英文版）

### 长篇小说
- 买买提明·吾守尔，岁月这样流失，新疆人民出版社，1989年
- 买买提明·吾守尔，被沙漠掩埋的城市，新疆青少年出版社，1996年

### 中短篇小说集
- 买买提明·吾守尔，您好，依沙木大哥，新疆青少年出版社，1989年
- 买买提明·吾守尔，诺孜古姆，新疆人民出版社，1990年
- 买买提明·吾守尔，这不是梦，新疆人民出版社，1991年
- 买买提明·吾守尔，买买提明·吾守尔中篇小说集，新疆人民出版社，1999年
- 买买提明·吾守尔，买买提明·吾守尔短篇小说精选集（一、二集），新疆人民出版社，1999年
- 买买提明·吾守尔，阿依汗，新疆人民出版社，2000年（哈萨克文版）

### 论文集
- 买买提明·吾守尔，维吾尔古典音乐12木卡姆的伊犁样式，新疆人民出版社，1995年
- 买买提明·吾守尔，伊犁民歌的起源，民族出版社，2006年[2]

## 获奖
- 短篇小说《师傅》1981年获得新疆维吾尔自治区30年文学作品评奖二等奖；
- 短篇小说《同学们》1989年获得新疆维吾尔自治区新时期优秀作品奖；
- 短篇小说《酒的故事》1989年获得新疆维吾尔自治区首届“天尔塔格”文学奖；
- 短篇小说《这不是梦》1990年获得新疆维吾尔自治区首届“塔里木”文学奖；
- 短篇小说《流浪汉酒馆》1990年获得新疆维吾尔自治区第二届“天尔塔格”文学奖；
- 短篇小说《胡须的风波》1991年获得中国作家协会民族文学优秀作品奖；
- 短篇小说《秋雨》1992年获得新疆维吾尔自治区第四届“天尔塔格”文学奖；
- 短篇小说《给死者的信》1992年获得“塔里木”文学奖；
- 小说集《这不是梦》1993年获得全国第四届少数民族文学创作奖；
- 小说集《给死者的信》1995年获得新疆维吾尔自治区成立40周年优秀文学作品奖；
- 短篇小说《猪的节日》1999年获得北京《民族文学》庆贺建国50周年优秀作品奖；
- 论文《维吾尔古典音乐12木卡姆的伊犁样式》获得1997年新疆维吾尔自治区社会科学研究三等奖（独立完成）；
- 短篇小说《胡须的风波》获得2001年《塔里木》文学杂志创刊50周年“金奖”；
- 短篇小说《掘墓人》2003年获得新疆维吾尔自治区首届天山文艺奖作品奖。[2]